# Lemuriformes
Lemuri su pripadnici biološkog infrareda Lemuriformes, primata endemičnih na Madagaskaru i istoku podsaharske Afrike. Reč lemur dolazi od latinske reči lemures što, u rimskoj religiji, znači zli demoni, nesmireni pokojnici, koji plaše ljude i smućuju im um („duhovi noći”).Ovo ime se odnosi na njihove velike, reflektirajuće oči i krikove pojedinih vrsta. Termin lemur se koristi za vrste iz pet lemuriformnih porodica, a takođe jedan rod unutar lemuriformne porodice nosi naziv Lemur.
Najprepoznatljiviji pripadnik lemura je prstenorepi lemur. Pored njega postoji još 98 vrsta lemura.

## Glavne osobenosti
Iako se lemuri često su brkaju sa precima primata, antropoidni primati (majmuni i ljudi nisu evoluirali od njih. Umesto toga, lemuri samo po morfološkim osobinama i ponašanju liče na njih, u manjoj ili većoj meri, podsjećaju na praprimate, sa izvornim filogenetičkim vezama sa ostalim primatima.
Procenjuje se da su njihovi preci na Madagaskar stigli pre oko 62-65 miliona godina, na splavovima od biljnog materijala, kada su ih povoljne i šireće okeanske struje morske struje donele na ovo ostrvo. Od tog vremena, lemuri su evoluirali u ekstremnom sezonskom okruženju pa su njihove adaptacije rezultirale u izuzetnoj raznolikosti, poput one u svih drugih primata (u njihovim okolnostima). Ljudi su na ostrvo stigli pre oko 2.000 godina, kada su lemuri bili veličine mužjaka gorile. Danas, postoji gotovo 100 vrsta lemura, a većina njih su otkrivene ili promovisane u status pune vrste tek od 1990-ih. Međutim, taksonomija lemura je još uvek kontroverzna, a zavisi od toga koji se koncepta vrste koristi. Sporna je čak i taksonomija višeg nivoa. Neki stručnjaci, većinu lemura radije svrstavaju u infrared Lemuriformes, dok su drugi skloniji mišljenju da u Lemuriformes, treba smestiti sve žive pripadnike podreda Strepsirrhini (mokronosce) u nadporodici Lemuroidea, sve loriside i galago u natporodici Lorisoidea.
Veličine su od 30 g do 9 kg, a imaju mnoge zajedničke, osnovne primatske osobine, kao što su razgranata anatomija šake i prstiju i nokti na rukama i nogama, umesto kandži (kod većine vrsta). Međutim, njihov odnos između telesne mase i veličine mozga je manji od anthropoidnih primata, a među mnogim drugim osobinama koje dele s drugim primatima grupe Strepsirrhini, imaju i „mokri nos” (rinarijum). 
Lemuri su pretežno društvene životinje, kao i generalno strepsirini i više komuniciraju mirisima i vokalizacijom nego vizuelnim signalima. Mnogi lemuri su postigli adaptacijski odgovor na madagaskarske uslove života, u naglašenom sezonskom okruženju. Imaju relativno nizak bazalni metabolizam i, uz sezonsko parenje i matrijarhat, mogu se izlagati dormanciji (mirovanju) (kao što su hibernacija ili tromost). Većina se hrani širokim izborom voća i lišća, a neki su specijalizovani za određenu vrstu hrane. Iako mnogi imaju sličnu ishranu, različite vrste lemura nastanjuju iste šume pošto se razlikuju po ekološkim nišama
Tokom 18. i 19. veka, istraživanja lemura su bila fokusirana na taksonomiju i prikupljanje uzoraka. Zapažanja o njihovom ponašanju i ekologiji dolazila su ranih istraživanja, ali ozbiljna proučavanja nisu realizovana do 1950-ih i 1960-ih. U početku ih je ometala politička nestabilnost i previranja na Madagaskaru, sredinom 1970-ih, pa su se istraživanja nastavila u 1980-im, što je znatno povećalo razumevanje tih primata. Istraživački objekti, kao što je Djuk lemurski center, pružili su mogućnost istraživanja u kontrolisanim uslovima. Inače, lemuri su važni za istraživanje jer njihova mešavina predačkih karakteristike i onih osobina koje dele s anthropoidnim primatima mogu dati uvid u evoluciju svih primata, uključujući i ljude. Međutim, mnogim vrstama lemura preti izumiranje, zbog gubitka staništa i lova. Iako lokalne tradicije generalno pomažu zaštitu lemura i svojih šuma, ilegalne seče, rašireno siromaštvo i politička nestabilnost ometaju i podrivaju napore na očuvanju ovih primata. Zbog tih pretnji, brojnost lemura permanentno opada. Međunarodna unija za zaštitu prirode (IUCN) smatra da su lemuri najugroženiji sisari, uz napomenu da će se od 2013. čak do 90% svih lemurskih vrsta, u narednih 20 do 25 godina suočiti sa izumiranjem.

## Rasprostranjenje i diverzitet
Lemuri imaju prilagođenja za popunjavanje mnogih otvorenih ekoloških niša koje zu zaposeli na Madagaskaru. Njihova raznolikost ponašanja i morfologija su poredivi sa majmunima u ostalim delovima sveta. Veličinom od 30 g, Madam Bertin mišji lemur, najmanji je primat na svetu, a nedavno izumrli, Archaeoindris fontoynonti (160-200 kg) bio je evoluirao u raznovrsne oblike kretanja, različite nivoe društvene složenosti, i jedinstvene adaptacije na lokalne klimatske prilike.
Lemuri nemaju nikakve zajedničke osobine koje ih izdvajaju iz ostalih primata. Različite vrste lemura su se razvile u jedinstvene kombinacije neobičnih osobina da se nose s madagaskarskom oštrom, sezonskom klimom. Ove osobine mogu uključivati sezonsko gomilanje masti, hipometabolizam (uključujući tromost i hibernaciju), grupe male veličine, niska encefalizacija (relativna veličina mozga), katemeralnost (aktivnost i danju i noću), i sezonsko razmnožavanje. Misli se takođe da su ekstemna ograničenja resursa i sezonska reprodukcija dovele do pojave još tri relativno česte osobine lemura: društvenu dominaciju ženki, seksualni monomorfizam, i muško-mušku konkurenciju za parenje, uključujući i nizak nivo agonizma, pa tako i kopeticiju sperme.
Pre dolaska ljudi, pre otprilike 1.500-2.000 godina, lemuri su živili širom ostrva. Međutim, prvi doseljenici su šume brzo pretvoriti u rižina polja i travnjake u obliku poljoprivrede koja je lokalno poznata kao Tavi, čime su lemuri ograničavani na oko samo 10% površine ostrva, ~ 60.000 km². Danas se raznolikost i složenost lemurskih zajednica povećava povećanjem raznolikosti flore i različitosti i režima padavina, a najveća je u prašumama s istočne obale, gde su takođe padavinska i biljna raznolikosti na najizraženije. Uprkos prilagođenjima na ekstremne vremenske nepogode, uništavanje staništa i lov uzrokuju naglo opadanje populacije lemura, a njihova raznolikost je smanjena nedavnim izumiranjem najmanje 17 vrsta u osam rodova, skupno poznatih kao „subfosilni lemuri“. Većina od oko 100 vrsta i podvrsta lemura su ugroženi. Osim toga trend promena i izumiranja će se verovatno nastaviti.
Do nedavno, na Madagaskaru su postojali gigantski lemuri. Sada su predstavljeni samo subfosilnim ostatacima, modernih oblika koji su nekada bili deo bogate raznolikosti lemura razvijene u ostrvskoj izolaciji. Neki od njihovih adaptacija se razlikuju od onih koje su prisutne kod današnjih srodnika. Izumrli lemuri su bili veći od postojećih, neki su težili i oko 200 kg, a smatra se da su bili aktivni tokom dana. Od današnjih lemura su se razlikovali, ne samo po veličini i izgledu, nego i po popunjavanju ekoloških niša, koje su ostale neokupirane. 

## Klasifikacija i filogenija
Sa taksonomskog stanovišta, termin „lemur” izvorno iz roda Lemur, danas definiše samo prstenorepe lemure. Termin se sada koristi u kolokvijalnom smislu, u odnosu na sve madagaskarske primate. 
Taksonomija lemura je kontroverzna, a stručnjaci se međusobno ne slažu, posebno u vezi sa brojem nedavnih povećanja broja priznatih vrsta. Prema Raselu Mitermejeru, predsedniku organizacije Conservation International (CI), taksonomu Kolinu Grovsu i drugima, postoji gotovo 100 priznatih vrsta ili podvrsta recentnih lemura, koje su podeljene u pet porodica u 15 rodova. genetički podaci ukazuju da je nedavno izumrli (subfosilni) lemuri bili usko vezani za današnje lemure, što dodaje tri porodice, osam rodova i 17 vrsta, koje mogu biti uključene u ukupni popis lemura. Nasuprot tome, drugi stručnjaci su ovo označili kao taksonomsku inflaciju, preferirajući umesto toga ukupno oko 50 vrsta. 
Klasifikacija lemura u podred Strepsirrhini je podjednako kontroverzna, iako je većina stručnjaka slaže na istim filogenetskim stablom. U jednoj taksonomiji, infrared Lemuriformes sadrži sve žive strepsirine u dve superporodice: Lemuroidea, za sve lemure i Lorisoidea za lorisoide i galago). Alternativno, lorisoidi su ponekad smešteni u svoj infrared, Lorisiformes, odvojeno od lemura. U drugoj taksonomiji, koju je objavio Kolin Grovs, Hiromus je stavljen u svoj infrared, Chiromyiformes, dok je ostatak lemura bio klasifikovan u Lemuriformes, a lorisoidi su u Lorisiformes.
Iako generalno postoji saglsnost da aj-aj ima najviše baznih osobina grane lemura, odnos između ostale četiri porodice je manje jasan, jer su se razišle u uskom intervalu od 10 do 12 miliona godina kasnog eocena (pre oko 42 miliona godina) i u oligocenu (30 miliona godina). Sve studije stavljaju Cheirogaleidae i Lepilemuridae kao sestrinske grane (kladuse) za Indriidae i Lemuridae, iako neki tvrde da su se prvo razišli Cheirogaleidae i Lepilemuridae, dok drugi ukazuju na to da su se Indriidae i Lemuridae prvo izdvojili.
| 2 Infrareda | 3 Infrareda | 4 Infrareda |
| --- | --- | --- |
| - Red - Podred - Infrared † - Infrared - Superfamilija - Familija, izumrli: − Majmunski lemur - Familija - Familija − Aj-aj - Familija - Familija - Familija − Vižljasti lemur - Familija, Izumrli: − Megadapis - Familija, Izumrli: lemur lenjivac - Superfamilija - Podred | - Red - Podred - Infrared, izumrli - Infrared - Superfamilija - Familija, izumrli: - Familija - Familija - Familija - Familija - Familija - Familija, izumrli: - Familija, izumrli: - Infrared - Podred | - Red - Podred - Infrared, izumrli: - Infrared − Aj-aj - Infrared - Superfamilija - Familija - Superfamilija - Familija, izumrli: - Familija - Familija - Familija - Familija, izumrli: - Familija, izumrli: - Infrared - Podred |

Taksonomija lemura se značajno promenila od prve klasifikacije (Karl Line 1758. godine). Jedan od najvećih izazova je bio klasifikacija aj-aj, koja je bila tema rasprave do nedavno. Kada je Ričard Oven objavio anatomske studije 1866. godine, prirodnjaci, u početku, nisu bili sigurni da li je aj-aj (rod Daubentonia) bio primat, glodar ili torbar. Međutim, položaj aj-aj u rodu Primates ostao je problematičan sve do nedavno. Na osnovu anatomije, istraživači su pronašli podršku za klasifikaciju roda Daubentonia kao specijaliziranog indriida, sestrinsku grupu svih Strepsirinea, a kao neodređeni takson unutar reda primata. Molekulsko-genetički testovi su pokazali sa je porodica Daubentoniidae osnovna za sve Lemuriformes. Rusell Mitermejer, Kolin Grovs i saradnici, ignorisali su naslovljenu taksonomiju kategorija višeg nivoa, definisanjem lemura kao monofiletske grupe u kojoj su recentne familije, uključujući i Daubentoniidae.
Odnosi između lemurskih porodica su takođe pokazali kao problematični i tek prihvatljivo rešenje. Ovo pitanje komplikuje i činjenica da je nekoliko fosilnih paleogenskih fosila primata izvan Madagaskara, kao na primer Bugtilemur, klasifikovano kao lemuri. Druga oblast spoticanja je odnos između vižljastih lemura i izumrlih koala lemura (Megaladapidae). Ranije su grupisani u istoj porodici zbog sličnosti u strukturi zuba, ali rezultati molekulsko genetičkih istraživanja ukazuju da nisu usko povezani.

## Napomene
1. 1 2  Mada su monofiletski odnosi između lemura i lorizoida široko prihvaćeni, ime njihove klade nije. Termin „lemuriform” se ovde koristi jer je izveden iz popularne taksonomije koja grupiše zajedno klade primata sa zubnim češljom u jedan infrared a izmumrle, koji nemaju zubni češalj adapiforme u drugi, pri čemu su oba u podredu Strepsirrhini.[1][2] Međutim, jedna druga popularna alternativna taksonomija grupiše lorisoide u njihov sopstveni infrared, Lorisiformes.[3]

## Literatura
- Asher, R. J.; Bennett, N.; Lehmann, T. (6. 7. 2009). „The new framework for understanding placental mammal evolution”. BioEssays. 31 (8): 853—864. PMID 19582725. doi:10.1002/bies.200900053.
- Cartmill, M. (2010). „Primate Classification and Diversity”.  Ур.: Platt, M.; Ghazanfar, A. Primate Neuroethology. Oxford University Press. стр. 10—30. ISBN 978-0-19-532659-8.
- Cartmill, M.; Smith, F. H. (2011). The Human Lineage. John Wiley & Sons. ISBN 978-1-118-21145-8.
- Godinot, M. (2006). „Lemuriform origins as viewed from the fossil record”. Folia Primatologica. 77 (6): 446—464. PMID 17053330. doi:10.1159/000095391.
- Groves, C.P. (2005). „Strepsirrhini”.  Ур.: Wilson, D.E.; Reeder, D. M. Mammal Species of the World: A Taxonomic and Geographic Reference (на језику: енглески) (3 изд.). Baltimore: Johns Hopkins University Press. стр. 111. ISBN 0-801-88221-4. OCLC 62265494.
- Hartwig, Walter Carl (2002).  Hartwig, W. C, ур. The primate fossil record. Cambridge University Press. стр. 544. Bibcode:2002prfr.book.....H. ISBN 978-0-521-66315-1.
  - Covert, H. H. (2002). „Chapter 3: The earliest fossil primates and the evolution of prosimians: Introduction”. The Primate Fossil Record. стр. 13—20. Bibcode:2002prfr.book.....H. ISBN 9780521663151.
  - Godfrey, L. R.; Jungers, W. L. (2002). „Chapter 7: Quaternary fossil lemurs”. The Primate Fossil Record. стр. 97—121. Bibcode:2002prfr.book.....H. ISBN 9780521663151.
- Hartwig, W. (2011). „Chapter 3: Primate evolution”.  Ур.: Campbell, C. J.; Fuentes, A.; MacKinnon, K. C.; Bearder, S. K.; Stumpf, R. M. Primates in Perspective (2nd изд.). Oxford University Press. стр. 19-31. ISBN 978-0-19-539043-8.
- Janečka, J.E.; Miller, W.; Pringle, T.H.; Wiens, F.; Zitzmann, A.; Helgen, K.M.; Springer, M.S.; Murphy, W.J. (2007). „Molecular and genomic data identify the closest living relative of primates” (PDF). Science. 318 (5851): 792—794. Bibcode:2007Sci...318..792J. PMID 17975064. doi:10.1126/science.1147555.
- Rose, K. D. (2006). The Beginning of the Age of Mammals. Johns Hopkins University Press, Baltimore. ISBN 978-0-8018-8472-6.
- Sussman, R. W. (2003). Primate Ecology and Social Structure. Pearson Custom Publishing. ISBN 978-0-536-74363-3.
- Szalay, F.S.; Delson, E. (1980). Evolutionary History of the Primates. Academic Press. ISBN 978-0126801507. OCLC 893740473.
- Tabuce, R.; Marivaux, L.; Lebrun, R.; Adaci, M.; Bensalah, M.; Fabre, P. -H.; Fara, E.; Gomes Rodrigues, H.; Hautier, L.; Jaeger, J. -J.; Lazzari, V.; Mebrouk, F.; Peigne, S.; Sudre, J.; Tafforeau, P.; Valentin, X.; Mahboubi, M. (2009). „Anthropoid versus strepsirhine status of the African Eocene primates Algeripithecus and Azibius: Craniodental evidence” (PDF). Proceedings of the Royal Society B: Biological Sciences. 276 (1676): 4087—4094. PMC 2821352 . PMID 19740889. doi:10.1098/rspb.2009.1339. Генерални сажетак – Science Daily (15. 9. 2009).
- Vaughan, T.; Ryan, J.; Czaplewski, N. (2011). „Chapter 12: Primates”. Mammalogy (5th изд.). Jones & Bartlett Learning. ISBN 978-0-7637-6299-5.
- Williams, B. A.; Kay, R. F.; Christopher Kirk, E.; Ross, C. F. (2010). „Darwinius masillae is a strepsirrhine—a reply to Franzen et al. (2009)” (PDF). Journal of Human Evolution. 59 (5): 567—573; discussion 573—9. Bibcode:2010JHumE..59..567W. PMID 20188396. doi:10.1016/j.jhevol.2010.01.003. Архивирано из оригинала (PDF) 17. 5. 2013. г.